# Zastava Svete Helene
Zastava Svete Helene usvojena je 4. listopada 1984.
U desnom gornjem uglu nalazi se zastava Ujedinjenog Kraljevstva, na lijevom dijelu grb, a podloga je plava.